# Dichapetalum mossambicense
Dichapetalum mossambicense är en tvåhjärtbladig växtart som först beskrevs av Johann Friedrich Klotzsch, och fick sitt nu gällande namn av Adolf Engler. Dichapetalum mossambicense ingår i släktet Dichapetalum och familjen Dichapetalaceae. Inga underarter finns listade i Catalogue of Life.